# ميخائيل برينان (سياسي أيرلندي)
ميخائيل برينان (بالإنجليزية: Michael Brennan)‏ هو سياسي أيرلندي، ولد في 24 سبتمبر 1946 في مقاطعة ليمريك في جمهورية أيرلندا. حزبياً، نشط في حزب الديمقراطيين التقدميين وفيانا فايل. وقد انتخب عضو مجلس الشيوخ من أيرلندا عن دائرة الأعضاء المعينون في مجلس الشيوخ الأيرلندي ‏ وقد انضم خلال فترته النيابية ‏ (12 سبتمبر 2002 – 29 أبريل 2004)  للكتلة البرلمانية فيانا فايل وانتخب عضو مجلس الشيوخ من أيرلندا عن دائرة الأعضاء المعينون في مجلس الشيوخ الأيرلندي ‏ وقد انضم خلال فترته النيابية ‏ (29 أبريل 2004 – 22 يوليو 2007)  للكتلة البرلمانية حزب الديمقراطيين التقدميين.